# Деревенька (Красносельский район)
Деревенька — деревня в Красносельском районе Костромской области. Входит в состав Сидоровского сельского поселения.

## География
Находится в юго-западной части Костромской области в правобережной части района на расстоянии приблизительно 9 км на юго-восток по прямой от районного центра поселка Красное-на-Волге.

## История
Известна с 1872 года, когда здесь было учтено 19 дворов, в 1907 году отмечено было 26 дворов.

## Население
Постоянное население составляло 81 человек (1872 год), 80 (1897), 125 (1907), 2 в 2002 году (русские 97 %), 1 в 2022.